# Andy Burrows
Andrew William Burrows (* 30. června 1979, Winchester, Anglie) je anglický hudebník a skladatel, bývalý bubeník skupiny Razorlight. S Razorlight vydal tři alba: debut Up All Night byl třikrát platinový, deska Razorlight se dostala na špici domácí UK Albums Chart, album Slipway Fires vydané v roce 2008 obsadilo v této hitparádě čtvrté místo.

## Hudební kariéra
Do skupiny Razorlight přišel v květnu 2004 aby nahradil bubeníka, který odešel začátkem roku. Premiérou v novém složení byl koncert v londýnském klubu Bull and Gate 25. května 2004. V kapele měl vždy důležitou roli a mimo jiné i aktivně skládal - podílel se na písních "America" a "Before I Fall to Pieces", na albu Slipway Fires napsal společně se zpěvákem Johnnym Borrellem texty k písním "Hostage of Love", "Burbery Blue Eyes", "60 Thompson" a "Stinger".
Burrows má na svědomí sólové album The Colour of my Dreams, jež vyšlo 26. května 2008 a obdrželo pozitivní ohlas už jen kvůli tomu, že veškerý zisk věnoval dětskému domovu v rodném Winchesteru. Dne 5. března z osobních důvodů opustil kapelu Razorlight. Několik dní po odchodu podepsal smlouvu s Universal Records, nahrávání druhého sólového alba je plánováno na léto 2009.

## Diskografie
- 2008: The Colour of my Dreams
- 2010: Sun Comes Up Again
- 2012: Company
- 2014: Fall Together Again
- 2019: Reasons to Stay Alive